# Талівська сільська рада
| Талівська сільська рада — колишній орган місцевого самоврядування у Станично-Луганському районі Луганської області з адміністративним центром у с-щі Талове. Сільській раді підпорядковані населені пункти: - с-ще Талове - с. Благовіщенка |

## Склад ради
Рада складається з 12 депутатів та голови.

### Керівний склад ради
| ПІБ                         | Основні відомості                                                         | Дата обрання | Дата звільнення |
| --------------------------- | ------------------------------------------------------------------------- | ------------ | --------------- |
| Муратов Іван Олександрович  | Сільський голова, 1951 року народження, освіта                            | 26.03.2006   | 28.10.2006      |
| Кушнаренко Павло Вікторович | Сільський голова, 1964 року народження, освіта, безпартійний              | 25.03.2007   | 31.10.2010      |
| Кушнаренко Павло Вікторович | Сільський голова, 1967 року народження, освіта вища, член Партії регіонів | 31.10.2010   |                 |

Примітка: таблиця складена за даними джерела